# Olaszország közlekedése
Olaszországban a közúti közlekedés előnyt élvez a vasúti közlekedéssel szemben. A 20 000 kilométernyi vasútvonal nagy része villamosított.

## Vasúti közlekedés
A nagyvárosok az ország északi részén találhatóak, így ott a vasúthálózat is sűrűbb. Az Appennini-félszigeten aztán a Firenze–Róma–Nápoly tengely jelenti a fő közlekedési útvonalat. Nápolytól délre már érezhetően lelassul az élet.
Az ország vasúthálózatának hossza 19 729 km, melyből 18 317 km normál nyomtávú. Számos kisvasút is van, 1 000 mm-es nyomtávúból 123 km, 950-es nyomtávúból 1 058 km és 850 mm-es nyomtávúból 231 km.
Az első vasútvonal Olaszországban a Nápoly - Portici vonal volt, amely összekapcsolta a királyi palotát a tengerparttal. Ez a vonal 1839-ben nyílt meg.

## Légi közlekedés

Olaszország legfontosabb repülőterei

## Közúti közlekedés

Autópálya-hálózat Olaszországban

A közutak hossza Olaszországban 654 676 km. Ebből autópálya 6 957 km - mellyel az útvonalak hosszúságát tekintve a harmadik helyet foglalja el Európában közvetlenül Németország és Franciaország után.